# Yubi-bō
El yubi-bō es una variación mayor del bō y del hanbō. Es solamente alrededor de 8 pulgadas, y es similar a la yawara. Fue utilizado por primera vez por los ninjas del Japón feudal debido a su facilidad para ser ocultado, pero letal.
El yubi-bō es un arma que pertenece al grupo de las Kakushi Buki (armas ocultas), su origen está en las escuelas antiguas de jiu-jitsu, como por ejemplo, la takenouchi-ryū, que denominaba a esta arma como kashi-no-bō.
Dado que algunas vertientes de jiu-jitsu denominan esta arma como yawara, se ha de decir, que esta forma de llamarla es incorrecta. El motivo es que es un arma utilizada por las escuelas de jiu-jitsu, que en algunas vertientes de este estilo, se lo conoce como yawara jutsu. Se hizo una asociación de ideas entre yawara (suave) y yubi-bō, pero es ilógico que un arma rígida como es un palo se denomine con el vocablo de suave, es decir, yawara que es sinónimo de jiu-jitsu, y yubi-bō o kashi no bō que son las denominaciones propias del arma.
La morfología del yubi-bō es un palo de 13 a 15 cm, con dos agujeros que la dividen en tres secciones llamadas kontei en la parte de los polos, y chukon-bu en la parte central entre los dos agujeros. En los agujeros se pasa una cuerda para introducir los dedos corazón y anular; de esta manera, se tiene siempre el arma sujeta en la mano, incluso al abrirla para realizar alguna técnica.
El uso principal del yubi-bō son los jintai kyusho, aunque también se pueden realizar técnicas de bloqueo, luxaciones, estrangulaciones, etc.
Cabe destacar la existencia de dos armas similares al yubi-bō, que son el suntetsu, que se puede definir como una varilla de 15 cm que posee un anillo en la parte superior, donde se coloca el dedo en el corazón, para poder cambiar la posición de esta cuando sea necesario, y el te-no-uchi, que es parecido al yubi-bō, pero con una cuerda mucho más larga, con la que se pueden realizar estrangulaciones o atar al adversario.